# (2126) Gerasimovich
(2126) Gerasimovich es un asteroide perteneciente al cinturón de asteroides, descubierto el 30 de agosto de 1970 por Tamara Mijáilovna Smirnova desde el Observatorio Astrofísico de Crimea (República de Crimea).   

## Designación y nombre
Designado provisionalmente como 1970 QZ. Fue nombrado Gerasimovich en honor al director del Observatorio de Púlkovo, Borís Petróvich Guerasimóvich.